# 龙拱港站
龙拱港站原名济宁西站，建于1985年，是兖石铁路上的车站。站址在山东省济宁市任城区安居街道朱庄村，隶属中国铁路济南局集团有限公司兖州车务段管辖，现为三等站，车场接入济宁中油石化有限公司专用线。

## 车站位置
龙拱港站在兖石线上行距离嘉祥站15公里，下行距离济宁站10公里。

## 歷史
- 1985年，新石铁路全线铺通。
- 2005年3月，全路裁撤铁路分局建制，龙拱港站改属济南铁路局兖州车务段管辖，现仍为三等站。
- 随着铁路历次提速，龙拱港站现已没有客运列车停靠，停止了客运业务。

## 业务状况
- 客运：不办理客运业务。
- 货运：办理整车货物发到，不办理罐车装运货物。

## 图集

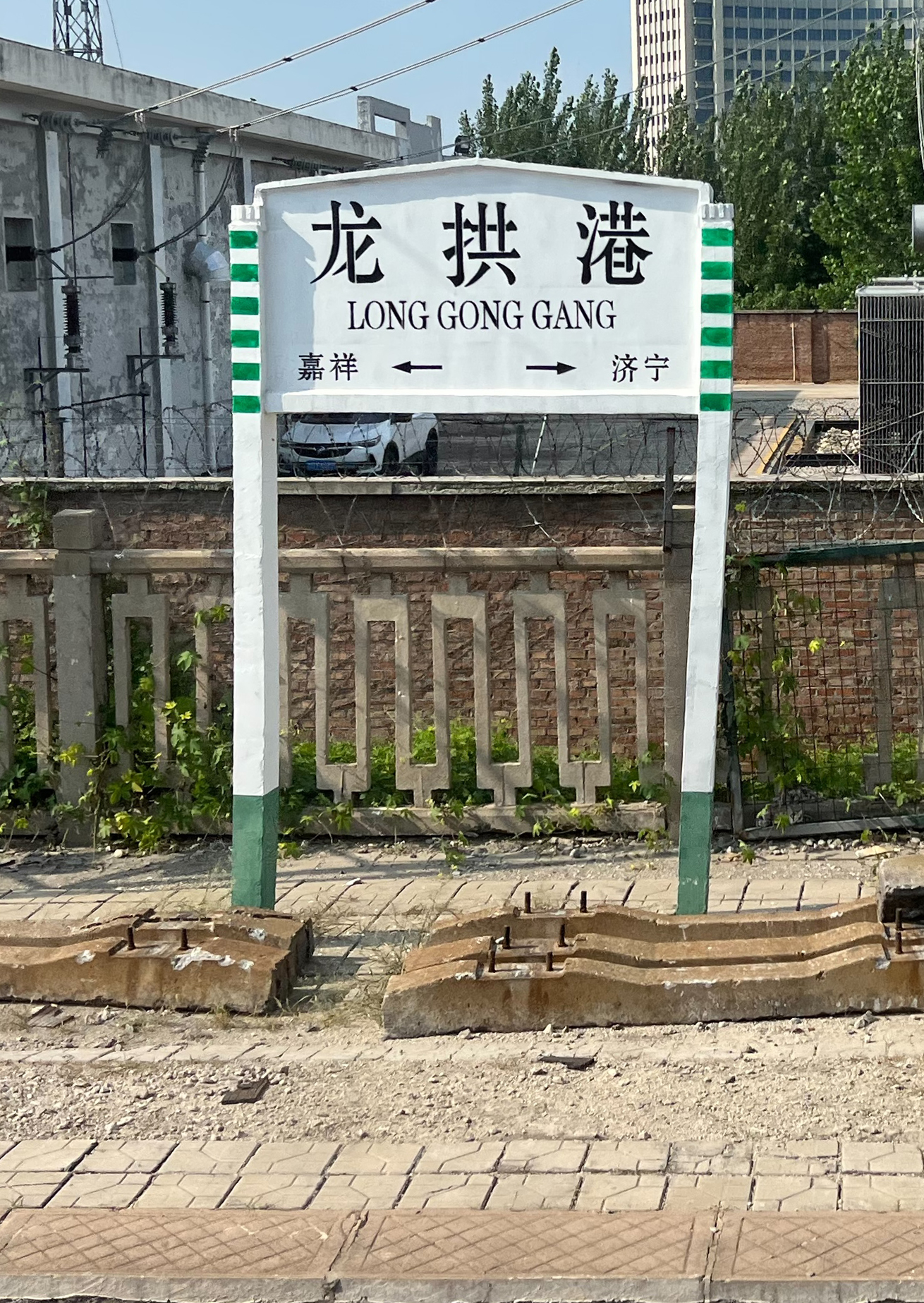
站牌
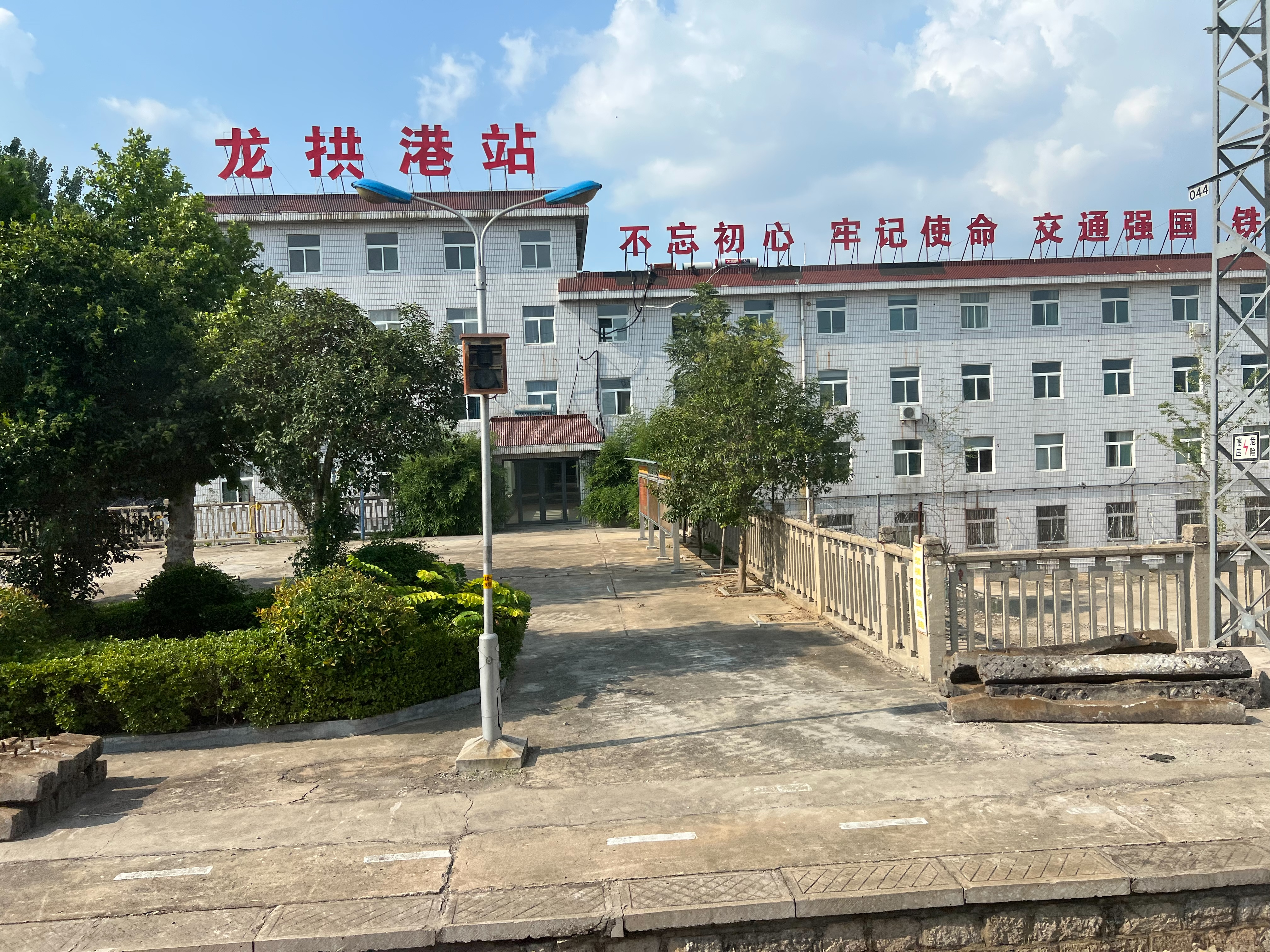
站厅与月台
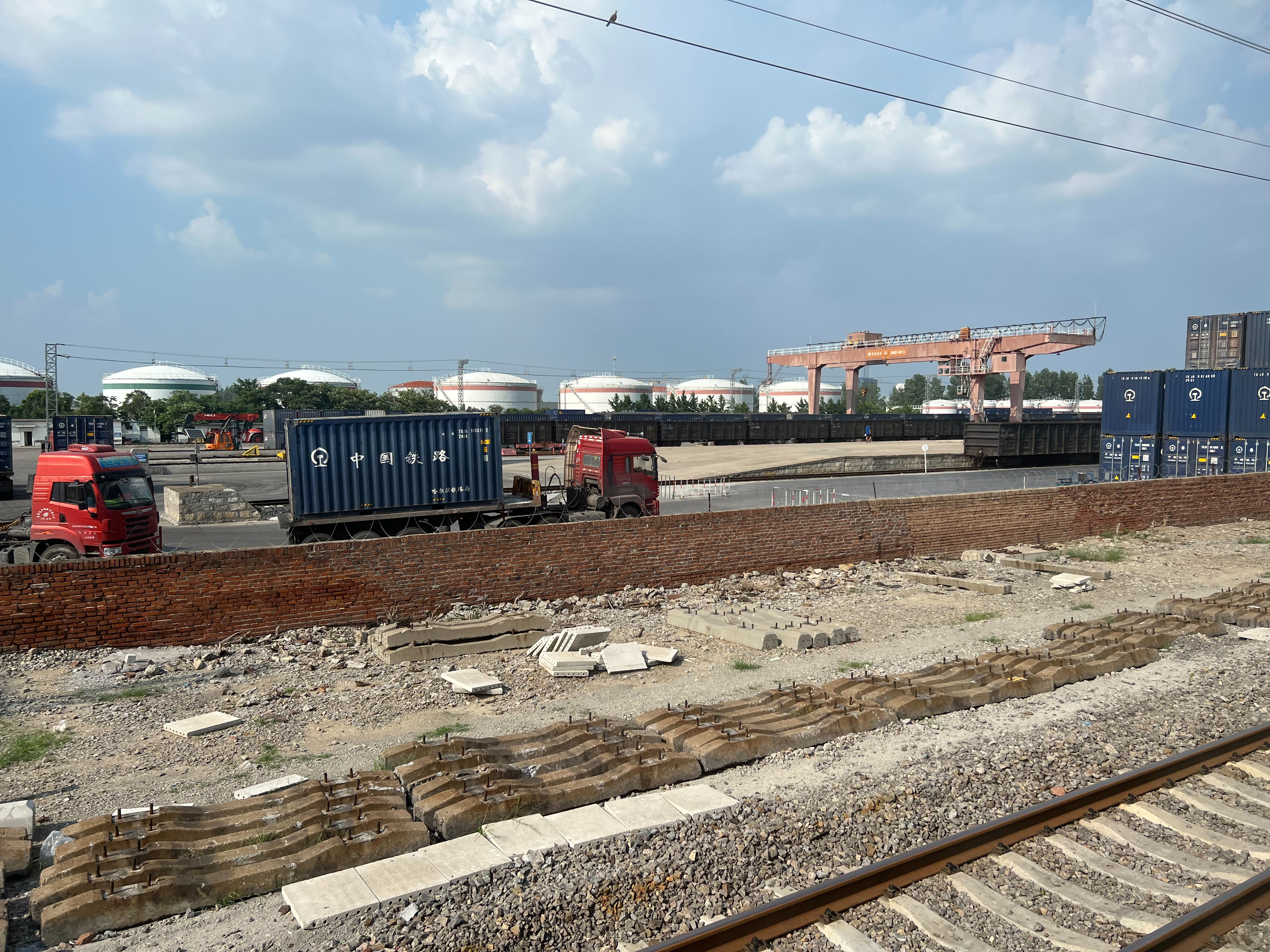
货场

1. ↑  中国铁道科学研究院集团有限公司. . 中国铁路95306网. 中国铁道科学研究院集团有限公司.   [2022-08-06].